# Історія освоєння мінеральних ресурсів Іспанії

Історія освоєння мінеральних ресурсів Іспанії
Освоєння мінеральних ресурсів починається в кам'яну добу (кам'яні знаряддя, застосування вохри при розписах печер). Видобуток мідних руд починається в енеоліт і (VI — V тис. до н.е) і продовжується в бронзовій добі (IV — II тис. до н.е) на родовищах від Алентежу до Альмерії, а також в Астурії. Єгипетські судна вивозили з півдня Іспанії предмети з міді і золота вже в IV тис. до н.е Рудники тих часів у вигляді штолень та невеликих кар’єрів, поселення гірників, а також гірничі знаряддя з каменя та оленячих рогів знайдені в Паракуельосі (на південному сході Іспанії). Цікавою пам'яткою енеоліт у є мідні рудники в горах Ель Арамо на півночі країни. Тут виявлені кам'яні знаряддя у вигляді молотків, клинів, жорна для подрібнювання руд, копалок з кістки.
З бронзової доби відкритим способом розробляли олов'яні руди на північному заході Галісії. Іспанські родовища олова були найпотужнішими в Древньому світі і визначали розвиток металургії бронзи. Вважають, що мистецтво ефективної розробки іспанських родовищ було впроваджено рудознавцями з Карфагену (V ст. до н.е), які в свою чергу отримали знання від народів Кавказу та Азії.
В Римську епоху (з II ст. до н.е) в долинах річок Тахо, Дуеро, Міньо та інших добували золото. Римляни розробляли також срібно-свинцеві (Картахена та Альмерія), срібні і ртутні (Андалусія), олов'яні (Галісія), мідні (район річки Ріо Тінто) родовища. Збереглися описи античних авторів відносно відкритого видобутку олов'яних руд, де говориться, що породу копали дерев'яними лопатами й промивали на ситах. Давньоримським істориком Плінієм достатньо ґрунтовно були описані іспанські розробки руд золота.
В античні часи в шахтах застосовують перші системи водовідливу за допомогою водяних коліс (винайдені в давньому поліметалічному руднику Ріо-Тінто), використовують дерев'яні стояки для кріплення виробок, споруджують спеціальні басейни для промивання золотого піску.
Страбон (64/63 р. до н.е — 23/24 р.) у «Географії» описує видобуток і переробку руд золота, срібла, міді, заліза в басейні річки Гвадалквівіра.
У VI — VII ст. рудники Картахени експлуатували візантійці. З VIII ст. араби розробляли золоті й срібні родовища (провінція Хаен, Севілья), рубінові рудники (Малага). В XI — XV ст. добувають руди заліза в Більбао, ртуті і срібла — в Альмадені, срібла та свинцю — в Мурсії, галун — в Картахені, сіль — на південному заході Піренеїв.
У період завоювання і розвитку іспанських колоній (XVI — XIX ст.) Гірничодобувна промисловість в Іспанії розвивалась слабко, оскільки в нових землях родовища дорогоцінних та кольорових металів були значно багатші. З 60-х рр. XIX ст. спостерігається притік у гірничодобувну промисловість іноземного капіталу, починається видобуток вугілля (Астурійський кам'яновугільний басейн) та піритів. Після Другої світової війни попит на стратегічну сировину обумовив збільшення видобутку руд цинку, вольфраму, калійних солей, сірки та ін. У другій половині XX ст. основні родовища свинцево-цинкових руд в Картахені, залізних руд в Більбао, золотоносних руд в провінціях Леон і в Андалусії були значною мірою вичерпані. Ртутне родовище Альмаден, яке почали освоювати 2,5 тис. років тому, залишається одним із найпотужніших у світі (запаси близько 50 тис. т) і унікальним за якістю руд.
У 1990-х роках у гірничій промисловості Іспанії структурно переважала вугільна галузь (близько 40 %), на 2-у місці була гірничорудна (25 %). На межі XX — XXI ст. видобували ртуть, пірити, калійні солі, свинцево-цинкові, вольфрамові, уранові руди, залізняк, вугілля. Головні імпортні товари — вугілля, фосфати, залізна руда, боксити і глинозем, мідний концентрат і азбест. Загалом імпорт у 1990-х роках досягав 40 % необхідної гірничої сировини. З мінеральної сировини Іспанія експортує г.ч. ртуть, свинець, цинкові руди і концентрати, вольфрамовий концентрат, барит, бентоніт, каолін, флюорит, кам'яну сіль, срібло.
Підготовку кадрів гірничо-геологічного профілю здійснюють у Вищій технічній школі гірничої справи при університеті Овьєдо (1608 р.), в Політехнічному університеті Мадрида (1971 р.), геологів готують також в університетах Барселони (1430 р.) та Мадрида (1508 р.).
На початку ХХІ ст. цілі підгалузі гірничої промисловості Іспанії, зокрема, вугільної, практично згорнуті.